# ویکتور موفا-ژانده
ویکتور موفا-ژانده (فرانسوی: Victor Muffat-Jeandet‎؛ زادهٔ ۵ مارس ۱۹۸۹) اسکی‌باز آلپاین اهل فرانسه است.